# СЗМ-45
СЗМ-45 — судовой забортный мотор.
Судовой забортный мотор СЗМ-45 предназначен для обеспечения движения перевозных и мостовых паромов понтонно-мостового парка ТМП.

## Техническое описание
Судовой забортный мотор СЗМ-45 входит в группу моторных средств понтонно-мостового парка ТМП.

### Технические характеристики
- вес — 145 кг;
- длина — 618 мм;
- ширина — 668 мм;
- высота — 2200 мм.